# Всеволожское городское поселение
Все́воложское городское поселение или МО «Го́род Все́воложск» — муниципальное образование со статусом городского поселения в составе Всеволожского муниципального района Ленинградской области России.
Административный центр — город Всеволожск.

## История
Всеволожское городское поселение как муниципальное образование было образовано 1 января 2006 года в соответствии с областным законом от 10 марта 2004 года. Областным законом от 15 июня 2010 года оно также было выделено и как административно-территориальная единица.
На местном уровне по Уставу муниципального образования выделяются наименования Всеволожского городского поселения: официальное полное наименование — Муниципальное образование «Город Всеволожск» Всеволожского муниципального района Ленинградской области; сокращенное наименование — МО «Город Всеволожск».
На областном и федеральном уровнях муниципальное образование продолжает оставаться Всеволожским городским поселением.
С 16 октября 2009 года главой поселения являлась Зебоде Татьяна Петровна.
С 1 января 2010 года главой администрации являлся Гармаш Сергей Алексеевич.
2 марта 2014 года было принято принципиальное решение об объединении администраций МО «Город Всеволожск» и Всеволожского района. С 26 сентября 2019 года администрация муниципального образования «Город Всеволожск» находится в процессе ликвидации.
С 22 сентября 2014 года главой муниципального образования являлся Гармаш Сергей Алексеевич.
C 24 октября 2014 года главой муниципального образования являлась Плыгун Ангелина Александровна.
С 12 сентября 2019 года главой муниципального образования являлся Богдевич Станислав Владимирович.
С 12 сентября 2024 года главой муниципального образования является Домрачев Максим Сергеевич.

## География
Общая площадь: 17 205,13 га
- Расположение: центральная часть Всеволожского района
- Граничит:
  - на северо-востоке — с Романовским сельским поселением
  - на востоке — со Щегловским сельским поселением
  - на юге и юго-востоке — с Колтушским городским поселением
  - на юго-западе — с Заневским городским поселением
  - на северо-западе — с Муринским и Кузьмоловским городскими поселениями
  - на западе — с Санкт-Петербургом

По территории поселения проходят автодороги:
- А118 (Кольцевая автомобильная дорога вокруг Санкт-Петербурга)
- 41К-064 «Дорога жизни» (Санкт-Петербург — Морье)
- 41К-070 (Магнитная станция — Посёлок имени Морозова)
- 41К-078 (Санкт-Петербург — Всеволожск)
- 41К-079 Колтушское шоссе (Санкт-Петербург — Колтуши)
- 41К-081 (Всеволожск — ст. Кирпичный Завод)
- 41К-319 (Мельничный Ручей — Кирпичный Завод)

По территории муниципального образования проходит железная дорога Ириновского направления Октябрьской железной дороги.
Озёрно-ледниковые отложения слагают волнистые, террасированные равнины и камовые гряды Румболовско-Кяселевской возвышенности на юге и плоские, сильно заболоченные равнины на севере муниципального образования.

## Население
| 2002    | 2006    | 2009    | 2010    | 2011    | 2012    | 2013    |
| ------- | ------- | ------- | ------- | ------- | ------- | ------- |
| 45 530  | ↗46 100 | ↗48 287 | ↗60 018 | ↗60 135 | ↗60 642 | ↗62 390 |
| 2014    | 2015    | 2016    | 2017    | 2018    | 2019    | 2020    |
| ↗64 598 | ↗66 480 | ↗68 147 | ↗70 523 | ↗73 126 | ↗74 524 | ↗74 964 |
| 2021    | 2023    | 2024    | 2025    |         |         |         |
| ↗79 719 | ↘79 548 | ↘78 731 | ↗79 354 |         |         |         |

### Национальный состав
Национальный состав Всеволожского городского поселения по данным переписи населения 2010 года.
| №  | Национальность            | чел.   |
| -- | ------------------------- | ------ |
| 1  | Азербайджанцы             | 109    |
| 2  | Армяне                    | 607    |
| 3  | Башкиры                   | 47     |
| 4  | Белорусы                  | 406    |
| 5  | Болгары                   | 8      |
| 6  | Буряты                    | 11     |
| 7  | Вепсы                     | 5      |
| 8  | Греки                     | 4      |
| 9  | Грузины                   | 99     |
| 10 | Евреи                     | 72     |
| 11 | Ингуши                    | 6      |
| 12 | Кабардинцы                | 10     |
| 13 | Казахи                    | 28     |
| 14 | Карелы                    | 19     |
| 15 | Киргизы                   | 48     |
| 16 | Коми                      | 9      |
| 17 | Корейцы                   | 62     |
| 18 | Кумыки                    | 23     |
| 19 | Латыши                    | 9      |
| 20 | Лезгины                   | 21     |
| 21 | Литовцы                   | 16     |
| 22 | Марийцы                   | 8      |
| 23 | Молдаване                 | 78     |
| 24 | Мордва                    | 28     |
| 25 | Немцы                     | 35     |
| 26 | Осетины                   | 21     |
| 27 | Поляки                    | 19     |
| 28 | Русские                   | 54 432 |
| 29 | Табасараны                | 5      |
| 30 | Таджики                   | 140    |
| 31 | Татары                    | 323    |
| 32 | Туркмены                  | 10     |
| 33 | Удмурты                   | 6      |
| 34 | Узбеки                    | 158    |
| 35 | Украинцы                  | 1519   |
| 36 | Финны                     | 92     |
| 37 | Цыгане                    | 71     |
| 38 | Чеченцы                   | 4      |
| 39 | Чуваши                    | 30     |
| 40 | Эстонцы                   | 21     |
| 41 | Другие национальности     | 31     |
| 42 | Не указали национальность | 1354   |
| 43 | Всего                     | 60 018 |

Согласно данным Всероссийской переписи населения 2021 года во Всеволожском городском поселении проживали 79 717 человек, из них:
 русские — 54 207 (казаки — 11), украинцы — 502, армяне — 356, татары — 314, белорусы — 229, киргизы — 155, таджики — 111, узбеки — 109, евреи — 72, молдаване — 64, азербайджанцы — 63, грузины — 56, казахи — 54, чуваши — 46, немцы — 45, корейцы — 41, финны — 40 (ингерманландцы — 11), башкиры — 38, кумыки — 22, мордва — 22 (мордва-мокша — 1), карелы — 20, марийцы — 19, осетины — 19, поляки — 19, буряты — 15, цыгане — 15, чеченцы — 14, эстонцы — 14 (сету — 1), коми — 13 (коми-пермяки — 3), туркмены — 13, лезгины — 12, литовцы — 12, даргинцы — 11, удмурты — 10, болгары — 9, латыши — 9, кабардинцы — 8, греки — 7, вепсы — 6, калмыки — 5, крымские татары — 5, лакцы — 5, арабы — 4, венгры — 4, гагаузы — 4, езиды — 4, памирцы — 4, талыши — 4, индийцы — 3, тувинцы — 3, хакасы — 3, якуты — 3, адыгейцы — 2, ассирийцы — 2, водь — 2, итальянцы — 2, камчадалы — 2, персы — 2, румыны — 2, уйгуры — 2, абхазы — 1, аварцы — 1, американцы — 1, мегрелы — 1, кубинцы — 1, монголы — 1, саамы — 1, сербы — 1, словенцы — 1, другие национальности — 1555 человек, остальные национальность не указали.

## Состав городского поселения
В состав Всеволожского городского поселения входят 4 населённых пункта:
| № | Населённый пункт           | Тип населённого пункта | Население | Год  |
| - | -------------------------- | ---------------------- | --------- | ---- |
| 1 | Всеволожск                 | город                  | ↗78 533   | 2025 |
| 2 | Ковалёво                   | посёлок                | 616       | 2021 |
| 3 | Шестой километр            | посёлок                | ↘27       | 2017 |
| 4 | Щеглово (торфопредприятие) | посёлок                | 9         | 2021 |

Три последних населённых пункта в рамках генерального планирования включают в границы города Всеволожска как внутригородские территории.
Кроме того к МО «Город Всеволожск» относится часть посёлка при станции Кирпичный Завод, находящегося в Щегловском сельском поселении, в границах домов: 1, 1а, 2, 4, 11, 13, Лесхоза, Оператора.

## Экономика
На территории муниципального образования осуществляют свою деятельность заводы «Форд Мотор Компани», «Nokian Tyres», «Merloni TermoSanitari S.p.A», «Smurfit Kappa St. Petersburg» и многие другие предприятия.
Производственные помещения предприятий расположены в промзоне «Кирпичный Завод» и коммунально-складской зоне города Всеволожск.

## Почетные граждане города Всеволожска
- Авилова Регина Борисовна — за активную общественную работу, многолетний и добросовестный труд на благо жителей города Всеволожска
- Александров Евгений Александрович — за заслуги в развитии ветеранского движения в городе Всеволожске, большую плодотворную работу по патриотическому воспитанию молодежи
- Аниканов Александр Сергеевич — за значительный вклад в социально-экономическое и научное развитие города Всеволожска
- Базаркина Кугар Меграновна — за активную общественную деятельность и политическую работу, многолетний и добросовестный труд на благо жителей города Всеволожска
- Егоров Василий Корнеевич — за значительный вклад в социально-экономическое развитие города Всеволожска, многолетнюю и плодотворную деятельность в сфере электроснабжения на территории МО «Город Всеволожск»
- Иванова Ирина Борисовна — за активную общественную работу, просветительскую деятельность среди подрастающего поколения, многолетний и добросовестный труд на благо жителей города Всеволожска
- Калашников Анатолий  Александрович — за активную общественную и политическую работу, многолетний и добросовестный труд на благо ветеранов войны, труда, вооруженных сил и правоохранительных органов
- Коробкова Дина Михайловна — за активную общественную и политическую работу, многолетний и добросовестный труд на благо жителей города Всеволожска
- Махотина Анна Васильевна — за заслуги в развитии ветеранского движения в городе Всеволожске
- Монетина Екатерина Михайловна — за заслуги в развитии ветеранского движения в городе Всеволожске, большую плодотворную работу по патриотическому воспитанию молодежи
- Морозова Лариса Николаевна — за многолетний и добросовестный труд на благо жителей города Всеволожска
- Неженкина Раиса Степановна — за значительный личный вклад в развитие системы здравоохранения г. Всеволожска и Всеволожского района Ленинградской области
- Осипов Юрий Викторович — за заслуги в развитии ветеранского движения в городе Всеволожске, большую плодотворную работу по патриотическому воспитанию молодежи
- Павлова Татьяна Васильевна — за активную общественную и политическую работу, многолетний и добросовестный труд на благо жителей города Всеволожска
- Плыгун Ангелина Александровна — за активную общественную работу, многолетний и добросовестный труд на благо жителей города Всеволожска
- Подарина Людмила Фёдоровна — за активную общественную деятельность, многолетный и добросовестный труд на благо жителей города Всеволожска
- Полтавцева Евдокия Семеновна — за заслуги в развитии ветеранского движения в городе Всеволожске
- Попов Николай Фёдорович — за активную многолетнюю работу в Совете ветеранов микрорайона Котово Поле г. Всеволожска и районном Совете ветеранов
- Прокофьев Владимир Юрьевич — за вклад в развитие здравоохранения, многолетный и добросовестный труд на благо жителей города Всеволожска
- Ратникова Марина Семеновна — за большую историко-краеведческую работу в городе Всеволожске и Всеволожском районе
- Рожнов Виктор Михайлович — за активную общественную и благотворительную деятельность, многолетный и добросовестный труд на благо жителей города Всеволожска
- Рубин Василий Аркадьевич — за активную хозяйственную и политическую работу, многолетний и добросовестный труд на благо жителей города Всеволожска
- Семенова Тамара Ивановна — за многолетнюю и плодотворную деятельность по воспитанию подрастающего поколения
- Сигарев Сергей Александрович — за многолетный и добросовестный труд на благо жителей  города Всеволожска
- Силаев Дмитрий Васильевич — за активную общественную и политическую работу, многолетний и добросовестный труд на благо жителей города Всеволожска
- Стегостенко Юрий Семенович — за активную общественную и политическую работу, многолетний и добросовестный труд на благо жителей города Всеволожска
- Степанова Анна Ивановна — за заслуги в развитии ветеранского движения в городе Всеволожске
- Степанова Лариса Дмитриевна — за активную общественную и политическую работу, многолетний и добросовестный труд на благо жителей города Всеволожска и Всеволожского района
- Субботина Роза Николаевна — за активную общественную работу, многолетный и добросовестный труд на благо жителей города Всеволожска
- Трусова Алла Петровна — за многолетний и добросовестный труд на благо жителей города Всеволожска
- Тюленев Владимир Алексеевич — за значительный вклад в социально-экономическое развитие муниципального образования «Город Всеволожск»[37]